# Dorothy Cumming
Dorothy Cumming (Boorowa, 12 aprile 1895 – New York, 10 dicembre 1983) è stata un'attrice australiana, conosciuta anche con i nomi di Dorothy G. Cumming e Dorothy Cummings.

## Biografia
La biografia di Hollywood riporta la sua nascita al 1899, mentre altre fonti fanno risalire la data al 1895. Tra il 1915 e il 1929 apparve in 39 film girati in Australia, Regno Unito e Stati Uniti, paesi dove lavorò anche a teatro.
Nel 1916 le venne affidato il ruolo della regina Brangomar in Snow White di J. Searle Dawley, la prima versione cinematografica della fiaba Biancaneve. Tra gli altri ruoli da lei interpretati, viene ricordata per quello della Madonna in Il re dei re (1927) di Cecil B. DeMille.
Ritiratasi dalle scene, iniziò una carriera di disegnatrice di carta da parati insieme alla sorella Rose, nota arredatrice.

### Vita privata
Dorothy Cumming era nata a Boorowa, un villaggio nel Nuovo Galles del Sud, figlia di un allevatore di pecore. Era la minore di tre sorelle: la maggiore, Rose, diventò negli Stati Uniti una nota arredatrice d'interni. La seconda, Eileen Cumming, una pubblicitaria sposata con un medico, il reumatologo Russell LaFayette Cecil.
L'attrice fu sposata due volte. La prima nel 1922 con Frank Elliott Dakin, da cui si separò nel 1925 per poi divorziare nel 1927. Dakin era un regista teatrale conosciuto con il nome di Frank Elliott. Dal matrimonio nacquero due figli. In seconde nozze, nel 1932 si sposò con Allan McNab (nato nel 1901), un artista britannico che diventò art director di Life, lavorò per il famoso designer Norman Bel Geddes e poi diventò direttore amministrativo dell'Art Institute of Chicago.

## Filmografia
- Within Our Gates, regia di Frank Harvey (1915)
- Snow White, regia di J. Searle Dawley  (1916)
- A Woman Who Understood, regia di William Parke (1920)
- La donna e il burattino (The Woman and the Puppet), regia di Reginald Barker (1920)
- The Notorious Mrs. Sands, regia di Christy Cabanne (1920)
- Notorious Miss Lisle, regia di James Young (1920)
- Idols of Clay, regia di George Fitzmaurice (1920)
- The Thief, regia di Charles Giblyn (1920)
- Ladies Must Live, regia di George Loane Tucker (1921)
- Mezza pagina d'amore (Don't Tell Everything), regia di Sam Wood (1921)
- The Man from Home, regia di George Fitzmaurice (1922)
- La corsa al piacere (Manslaughter), regia di Cecil B. DeMille (1922)
- The Self-Made Wife, regia di John Francis Dillon ([923)
- La vampa (The Cheat), regia di George Fitzmaurice (1923)
- Twenty-One, regia di John S. Robertson (1923)
- The Next Corner, regia di Sam Wood (1924)
- Nellie, la bella modista (Nellie, the Beautiful Cloak Model), regia di Emmett J. Flynn (1924)
- The Female, regia di Sam Wood (1924)
- One Way Street, regia di John Francis Dillon (1925)
- The Manicure Girl, regia di Frank Tuttle (1925)
- Follie (The Coast of Folly), regia di Allan Dwan (1925)
- La casa degli eroi (The New Commandment), regia di Howard Higgin (1925)
- A Kiss for Cinderella, regia di Herbert Brenon (1925)
- Dancing Mothers, regia di Herbert Brenon (1926)
- Mam'zelle Modiste (Mademoiselle Modiste), regia di Robert Z. Leonard  (1926)
- For Wives Only, regia di Victor Heerman (1926)
- Butterflies in the Rain, regia di Edward Sloman (1926)
- Il re dei re (The King of Kings), regia di Cecil B. DeMille (1927)
- In Old Kentucky, regia di John M. Stahl (1927)
- The Lovelorn, regia di John P. McCarthy (1927)
- La donna divina (The Divine Woman), regia di Victor Sjöström (1928)
- Amore di re (Forbidden Hours), regia di Harry Beaumont (1928)
- Life's Mockery, regia di Robert F. Hill (1928)
- Le nostre sorelle di danza (Our Dancing Daughters), regia di Harry Beaumont (1928)
- Il vento (The Wind), regia di Victor Sjöström (1928)
- Trafalgar (The Divine Lady), regia di Frank Lloyd  (1929)
- Parigi che canta (Innocents of Paris), regia di Richard Wallace (1929)
- Kitty, regia di Victor Saville (1929)
- Applause, regia di Rouben Mamoulian (1929)